# Dziuplina
Dziuplina (do 1945 r. niem. Daupe) – wieś w Polsce położona w województwie dolnośląskim, w powiecie oławskim, w gminie Jelcz-Laskowice.

## Podział administracyjny
W latach 1975–1998 miejscowość administracyjnie należała do województwa wrocławskiego.

## Historia

### Średniowiecze
U zarania państwa polskiego w X wieku teren wokół Wrocławia był bardzo podmokły i bagnisty. Dorzecza Widawy, Ślęzy, Bystrzycy i Oławy tworzyły wiele rozlewisk, a szerokość Odry w niektórych miejscach dochodziła nawet do 7 km. Wszystko to powodowało, że klimat tutaj panujący był bardzo wilgotny. Zaś wiszącą w powietrzu wilgoć Słowianie nazywali ślęgwą albo ślągwą. Stąd wzięła się nazwa Śląska (zobacz więcej w artykule Pochodzenie nazwy Śląsk), a plemię tam zamieszkujące nazwano Ślężanami.
Nie wiemy czy w tym okresie istniała w Dziuplinie jakakolwiek osada. Możliwe, że na tych terenach rozpościerały się tylko puszcze i mokradła. W XII wieku tereny wzdłuż prawego brzegu Odry od Oławy po granice Wrocławia należały do możnego rodu Włostowiców z komesem Piotrem na czele (Piotr Włostowic). Ów Piotr był fundatorem wielu kościołów i klasztorów, a jednym z nich był klasztor Benedyktynów pod wezwaniem św. Wincentego utworzony w latach 30. XII wieku na wrocławskim Ołbinie. Uposażony został w kilka wsi, wśród których była także Oława. W 1190 roku Benedyktyni przenieśli się do Poznania, a ich miejsce zajęli Promostrantensi (Norbertanie), a patronem klasztoru pozostał św. Wincenty. W 1241 roku umarł Świętosław syn Leonarda, a wnuk (lub prawnuk) Piotra Włostowica i zapisał w testamencie Dziuplinę (Dupin) i 40 łanów Dębiny zakonowi Promonstrantensów. Fakt ten został następnie potwierdzony w bulli papieskiej z 1253 roku.
Z dokumentów wiemy, że w 1360 roku był już w Dziuplinie kościół. 4 sierpnia 1360 biskup wrocławski Przecław mianował plebanem tegoż kościoła Jana Krenwila. 26 czerwca 1365 stanowisko to objął zaś brat Wawrzyniec z zakonu św. Wincentego. Przy obecnym stanie wiedzy nie można wskazać miejsca, w którym znajdowała się owa świątynia ani do kiedy istniała. Możemy tylko przypuszczać, że została zlikwidowana w okresie reformacji.

### Wiek XVI i XVII
Norbertanie słynęli z gospodarności. Założyli folwark, a na podmokłych terenach położonych na wschód od wsi zbudowali sieć stawów rybnych. Zasilane były one w wodę ze źródeł bijący w okolicach Chwałowic. Doprowadzano ją za pomocą skomplikowanego systemu rowów i bruzd. W dzisiejszych Mościskach jeszcze do XVII wieku istniał most służący do przeprawy przez nie. Hodowla ryb w Dziuplinie, a także w Dębinie prowadzona była na dużą skalę. W roku 1552 powódź, która wystąpiła między Laskowicami a Dziupliną i Dębiną uszkodziła zarówno stawy, jak i system zaopatrywania ich w wodę. W roku 1616 nawiedziła te tereny susza i kolejny raz system ten zawiódł. Dzieło całkowitego zniszczenia stawów dokonane zostało w okresie wojny trzydziestoletniej (1618–1648). Zabrakło ludzi do utrzymania ich w należytym stanie. Tereny te porosły lasem, a w Mościskach wybudowana została leśniczówka. Las został wykarczowany dopiero po roku 1870.
Reformacja była trudnym okresem dla zakonu Promonstrantensów. Był on największym skupiskiem polskich intelektualistów na Dolnym Śląsku. Polacy byli w nim przeorami. Budziło to niechęć niemieckiego patrycjatu, który przeszedł już na luteranizm. Zaczęto rozgłaszać pogłoski o tym, że wkrótce na Wrocław uderzą Turcy, a klasztor na Ołubinie będzie świetnym przyczółkiem do atakowania miasta. 14 października 1529 klasztor ufundowany przez wielkiego palatyna Piotra Włostowica został ograbiony i rozebrany. Zbezczeszczono nawet grób fundatora i jego małżonki.
Idee reformacji wkrótce dotarły także na wieś. Chłopi, przyzwyczajeni od pokoleń do liturgii i obrzędów rzymskokatolickich, początkowo niechętnie przystępowali do nowej wiary. Nic na tym nie zyskali. Opłaty świadczone do tej pory na rzecz katolickiego proboszcza przejął protestancki minister, a liczba dni wolnych od pracy, z okazji różnych świąt, znacznie się zmniejszyła. Z czasem jednak dawni katolicy stali się gorliwymi protestantami. Do zboru przyciągała ich ojczysta mowa. Tutaj słuchali liturgii w języku polskim, nie w obcym i trudnym do zrozumienia języku łacińskim. W księstwie brzeskim największa parafia protestancka obejmowała Jelcz, Laskowice, Piekary, Dziuplinę, Grędzinę, Janików i Brzezinki. Jej siedziba mieściła się w Laskowicach.
W tym czasie Dziuplina należała administracyjnie do księstwa wrocławskiego, gdzie obowiązywało wyznanie katolickie, i była własnością klasztoru św. Wincentego we Wrocławiu. Mieszkańcy w większości byli protestantami i uczęszczali do laskowickiego zboru w księstwie brzeskim, a nawet od lat opłacali się tamtejszemu pastorowi. Sytuacja zmieniła się po wygaśnięciu ostatniej linii Piastów w roku 1675 i wcieleniu księstwa brzeskiego do domen cesarza Leopolda. Opat od św. Wincentego zakazał wówczas wstępu laskowickiemu pastorowi do Dziupliny. W przypadku śmierci któregoś z ewangelików rodzina musiała wyrazić zgodę na katolicki pochówek, lub wozić nieboszczyka do Laskowic.

### Pruskie panowanie
W 1741 roku na należący wówczas do Austrii Śląsk wkroczyła armia pruska. Szybko została opanowana jego większość, a król Fryderyk Wielki stanął kwaterą w Oławie. Rozstrzygająca bitwa stoczona została pod Małujowicami nieopodal Brzegu. Wojska austriackie zostały pokonane i Śląsk na długie lata przeszedł pod panowanie pruskie. W 1761 roku wkroczyły jeszcze na te ziemie wojska rosyjskie pod dowództwem generała Buturlina. Opanowały nawet Dziuplinę i okoliczne wsie. Pomiędzy Laskowicami i Jelczem założono moskiewski obóz. Kozacy wyrządzili wiele krzywd miejscowej ludność, która zmuszona była do ucieczki za Odrę. Wojska te ustąpiły i nastał ciężki czas dla Polaków zamieszkujących te ziemie.
W 1783 roku Dziuplina liczyła 228 mieszkańców mówiących głównie po polsku i wyznających wiarę ewangelicką. Nadal istniał folwark należący do zakonu Promonstrantensów św. Wincentego z Wrocławia, a mieścił on się przy obecnej ulicy Zielonej. Od 1740 roku funkcjonowała we wsi ewangelicka szkoła, w której uczono po Polsku. Język niemiecki zaczęto konsekwentnie wprowadzać około roku 1790. W młodszych klasach uczono nadal jednak w języku polskim. Dopiero w roku 1820 wycofano całkowicie ten język ze szkoły w Dziuplinie i innych okolicznych miejscowości. Ludność miejscowa nadal jednak rozmawiała między sobą po polsku.
W 1806 roku wkroczyły na Śląsk wojska napoleońskie. Wrocław i Głogów poddały się już po miesięcznym oblężeniu. Francuzi dotarli także do Dziupliny. Podobno założyli nawet obóz w okolicach posesji przy ul. Głównej 21. Jeden z huzarów próbował nawet przejechać konno przez bagna znajdujące się na zachód od wsi i poniósł tam śmierć topiąc się w trzęsawisku. Wycofujący się żołnierze napoleońscy zażądali pieniędzy od skarbnika kasy gminnej. Ten odmówił i został rozstrzelany w obejściu przy obecnej ul. Głównej 44. Od tego czasu aż do roku 1945 nastał czas długiego pokoju dla Śląska i Dziupliny. W 1824 roku zarządzeniem władz regencji wrocławskiej ograniczono liczbę polskich nabożeństw w kościele w Laskowicach do jednego lub dwóch w miesiącu. Bardzo to oburzyło miejscową ludność. Przedstawiciele wiosek laskowickiego zboru zebrali się 11 grudnia 1824 w Piekarach. Po naradzie postanowiono napisać petycję do konsystorza ewangelickiego we Wrocławiu. Proszono, aby decyzję o ograniczeniu ilości polskich nabożeństw przesunąć o kilkanaście lat, aż wszyscy dobrze poznają język niemiecki. W imieniu Dziupliny podpisali się Bogumił Reichel i Baltazar Ekert. Decyzję o ograniczeniach częściowo wstrzymano jednak nie na długo. Sprawa wróciła w 1826 roku. Wierni laskowickiego zboru pod przewodnictwem Jerzego Treski z Nowego Dworu napisali kolejny protest. Wymienili nawet ile w poszczególnych wsiach jest gospodarstw niemieckich, a ile polskich. W Dziuplinie było 42 gospodarstwa należące do Polaków i 7 gospodarstw należących do Niemców. Kolejny raz nakazano pastorowi z Laskowic poczynić pewne ustępstwa, ale miał się bardziej skoncentrować na nauce języka niemieckiego w szkołach. Mimo konsekwentnej germanizacji jeszcze w roku 1843 ludność Dziupliny i okolicznych wsi w mowie potocznej nadal używała języka polskiego.

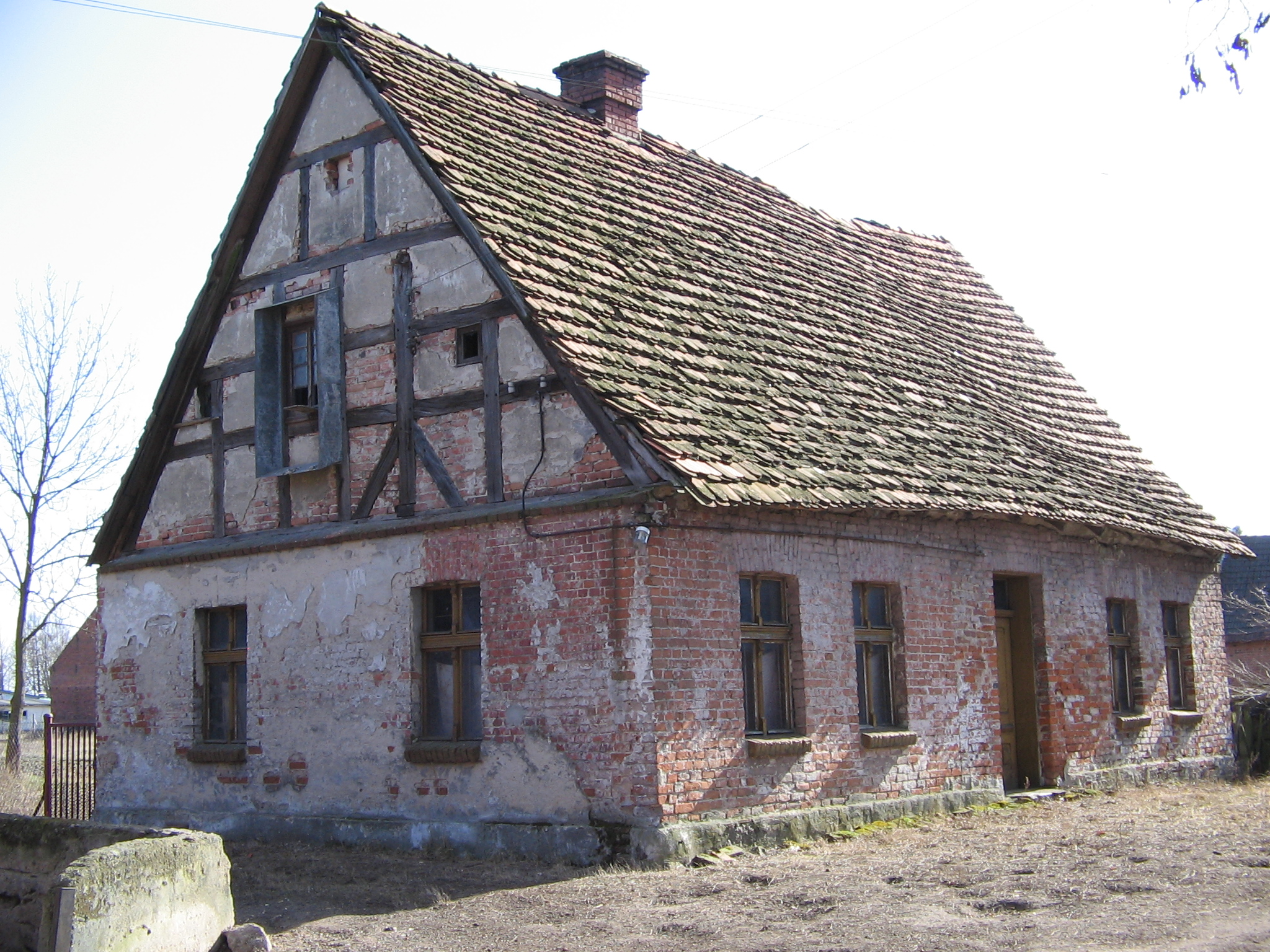
Dom prz ulicy Zielonej, jeden z najstarszych w Dziuplinie. Niegdyś siedziba zarządcy folwarku, a następnie leśniczówka

Wiek XIX to okres dynamicznego rozwoju Dziupliny. Od ustąpienia wojsk napoleońskich nastał czas długiego pokoju. W roku 1810 nastąpiła sekularyzacja dóbr zakonu Św. Wincentego i folwark dziupliński także przeszedł na własność państwa pruskiego. Grunty zostały podzielone pomiędzy 65 ówczesnych rolników. Budynek, w którym miał siedzibę zarządca majątku, został adaptowany na leśniczówkę. Podmokłe tereny po dawnych stawach rybnych były porośnięte lasem i nadal stanowiły własność państwa. Dopiero po roku 1871 grunty te zostały rozparcelowane. Wykopano rów zwany dzisiaj potocznie Mleczarką dzięki, któremu osuszono te pola. Każdy z właścicieli musiał wykarczować rosnący las i powstały tam łąki, pastwiska, a także pola uprawne.
W 1819 roku Dziuplina liczyła 426 mieszkańców w tym było tylko 47 katolików. W roku 1845 wioskę zamieszkiwało już 500 osób. Istniała nadal szkoła, w której uczono już tylko po niemiecku. Przy wjeździe od Miłoszyc wybudowany został wiatrak, w którym mielono zboże. Mieszkańcy na coraz większa skalę uprawiali len. Prawie w każdym domu znajdowały się krosna, co było dodatkowym dochodem dla gospodarstw. Było to o tyle ważne, że gleby nie należały tutaj do najlepszych. Liczba mieszkańców przyrastała bardzo szybko. Częściowo za sprawą nowo pobudowanych domów przy obecnej ulicy Leśnej i Głównej. W roku 1871 Dziuplina liczyła już 621 mieszkańców, a w 1895 roku 625. Od tego roku liczba ludności wsi zaczęła systematycznie spadać. Powodem tej sytuacji była migracja do miast, a głównym jej kierunkiem był Wrocław.
Pod koniec XIX wieku mieszkańcy Dziupliny nadal trudnili się głównie uprawą roli. Częściowo zaczęło zanikać tkactwo, czego powodem było coraz szersze stosowanie maszyn tkalniczych. Rosła za to kultura rolna. W roku 1895 sprowadzono do wsi pierwszą młockarnię, a w 1900 roku zastosowano po raz pierwszy nawóz sztuczny. Pierwsza kosiarka do trawy pojawiła się w 1910 roku. Funkcjonował nawet niewielki browar w domu przy obecnej ul. Leśnej 2. W 1912 roku podciągnięto linie telefoniczną, a w roku 1913 obsadzono ulice drzewami lipowymi.

### Lata 1914–1945
W 1914 roku wybuchła I wojna światowa. Na wielu jej frontach walczyli w armii pruskiej także mieszkańcy Dziupliny. W okresie działań wojennych straciło życie 42 żołnierzy. Jest to wielka liczba zwłaszcza, że w 1905 roku w miejscowości zamieszkiwało 554 mieszkańców. Po wojnie postawiono im pomnik, na którym wyryto nazwiska poległych i daty ich śmierci. Obelisk ten znajduje się obecnie na Placu Świetlicowym.
Na początku XX wieku język polski znały już tylko nieliczne starsze osoby. Używały go jednak w rozmowach między sobą. Znali go także częściowo ludzie urodzeni w latach 50. XIX stulecia. Znaczy to, że w domach jeszcze w drugiej połowie XIX wieku rozmawiano po polsku. Władzom pruskim bardzo się to nie podobało. Język polski zdołano wyrugować, ale nadal pozostały polskie nazwiska. W 1935 roku mieszkało w Dziuplinie 25 rodzin o nazwisku Wieczorek, 7 o nazwisku Stanek (z pisownią: Staneck, Stanek, Stannek), a poza tym Skotnik, Glufke, Fendesack, Froncek i jeszcze wiele innych o polskim brzmieniu.
Okres międzywojenny to dalszy odpływ ludności do miast. W 1935 roku Dziuplina liczyła 526 mieszkańców, ale już w 1939 roku 486. W 1919 roku zelektryfikowano wieś, co wpłynęło na dalszy jej rozwój. Budowano wiele nowych domów i budynków gospodarczych. Stare konstrukcje szachulcowo-ryglowe wypełniane gliną były zastępowane murami z cegieł. Pojawiało się coraz więcej maszyn rolniczych. Osuszone pastwiska wokół wsi stawały się coraz bardziej wydajne, co pozwalało rozwijać hodowlę bydła. Wszystko to jednak zostało przerwane. 1 września 1939 Niemcy napadły na Polskę, co było początkiem II wojny światowej.
Pierwsze lata wojny to fala sukcesów III Rzeszy. Nie trwało to jednak wiecznie. Klęska pod Stalingradem zatrzymała ten triumfalny pochód. Kolejne przegrane bitwy zaczęły przesądzać o losach tej wojny. Wojska radzieckie oraz polskie posuwały się naprzód i zaczęły się zbliżać do przedwojennych granic Niemiec. W nocy z 19 na 20 stycznia 1945 ogłoszono w Dziuplinie ewakuację mieszkańców. Wojska radzieckie były w tym czasie już pod Bierutowem. Mieszkańcy pakowali tylko niezbędne rzeczy na furmanki i w pośpiechu uciekali przed zbliżającym się frontem. Droga wiodła przez Oławę, Kłodzko, Pragę i dalej do Niemiec. Nie wszystkim udało się uciec. Pozostały osoby starsze, a także ci, którzy nie zdążyli. Żołnierze radzieccy 78. Korpusu pod dowództwem generała-lejtnanta A. Akimowa będącego częścią 52. Armii wkroczyli do Dziupliny 23 stycznia 1945. Jakieś punkty oporu niemieckiego musiał się tutaj znajdować. Świadczyły o tym okopy na posesji przy ul. Leśnej 2 i ul. Głównej 17c. Przy wjeździe od strony Miłoszyc po lewej stronie znajdowały się także dwa groby wojenne. Okoliczności wkroczenia Rosjan jak i śmierci tych ludzi nie są znane. Bardzo duże były zniszczenia w zabudowaniach. Wiele domów było spalonych. Trudno powiedzieć, co było tego przyczyną. Są różne opinie na ten temat. Według relacji jednych zniszczeń miały dokonać wycofujące się jednostki niemieckie, a innych podpaleń dokonywały wojska radzieckie.

### Okres powojenny
Zaraz po ustaniu działań wojennych w odległym o około 800 km od Dziupliny w Wiśniowczyku i okolicznych wsiach ludność polska przygotowywała się do opuszczenia tych zniszczonych wojną terenów. Zapakowali na furmanki swój dobytek i ruszyli do Trembowli (Trembowla), aby tam na stacji załadować się na pociągi. Byli przekonani, że wyjeżdżają na rok, dwa, może trzy i powrócą. Mieli w tym pewne doświadczenie. W okresie I wojny światowej na czas działań wojennych mieszkańców Wiśniowczyka ewakuowano w głąb Austrii do Karyntii. Po nastaniu pokoju wrócili zaś do swoich gospodarstw. W 1945 roku wyjeżdżając myślano, że będzie podobnie. Miało być jednak inaczej.

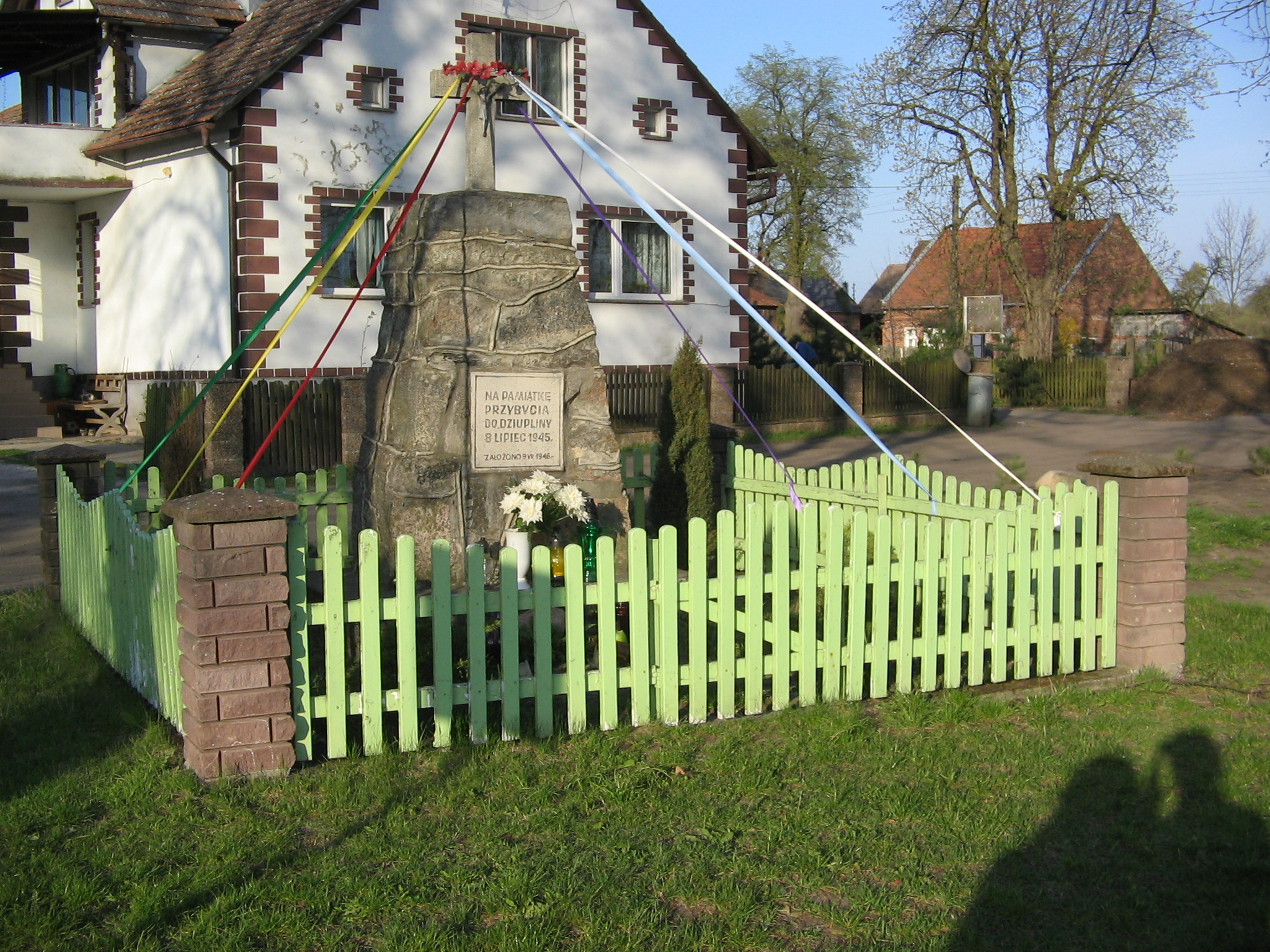
Krzyż upamiętniający przybycie do Dziupliny nowych mieszkańców z Kresów Wschodnich w 1945 r.

Transport jechał przez wiele tygodni, by pod koniec czerwca 1945 dotrzeć do Laskowic. Stamtąd przemieszczono go do Miłoszyc, a następnie do Minkowic. W Minkowicach oświadczono, że to już koniec podróży. 29 czerwca 1945 roku podstawiono furmanki i kazano się rozładowywać. Ludzie jednak zaprotestowali motywując to tym, że w święto Piotra i Pawła nie będą pracować. Rozładunek rozpoczęto dopiero w następne dni. Nie wiadomo co było powodem wybrania właśnie Dziupliny na osiedlenie się. Ludzie z transportu starali się trzymać razem. Przez pierwsze miesiące zamieszkiwali po kilka rodzin w jednym domu. W ten sposób było bezpieczniej i łatwiej było pilnować dobytku. Dziuplinę zaczęli zasiedlać kolejni osadnicy. Dużą grupę stanowił transport przybyły początkiem listopada z Podhajec (Podhajce) i okolic. Wyruszył on we wrześniu 1945 ze stacji Kozowo.
Pozostali w Dziuplinie Niemcy mieszkali do lata 1946 roku. Nowo przybyła społeczność żyła w przekonaniu, że jest to sytuacja przejściowa i jeszcze trzeba będzie wracać na Kresy. Nie przeszkadzało to jednak w organizowaniu się społeczności. Pierwszym sołtysem został Marian Popiel. W roku 1946 postawiono drewniany krzyż upamiętniający przybycie do Dziupliny. W tymże roku powstała także szkoła, której pierwszym nauczycielem był Kazimierz Smyk. Podjęto inicjatywę budowy świetlicy wiejskiej. Na początek przywieziono drewniany barak w elementach i złożono go na dzisiejszym Placu Świetlicowym (stąd wziął swoją nazwę). Organizowano tam zabawy oraz inne imprezy. Sztandarowy był karnawałowy Wspólny Opłatek, na zabawie tej bawiła się cała wieś.

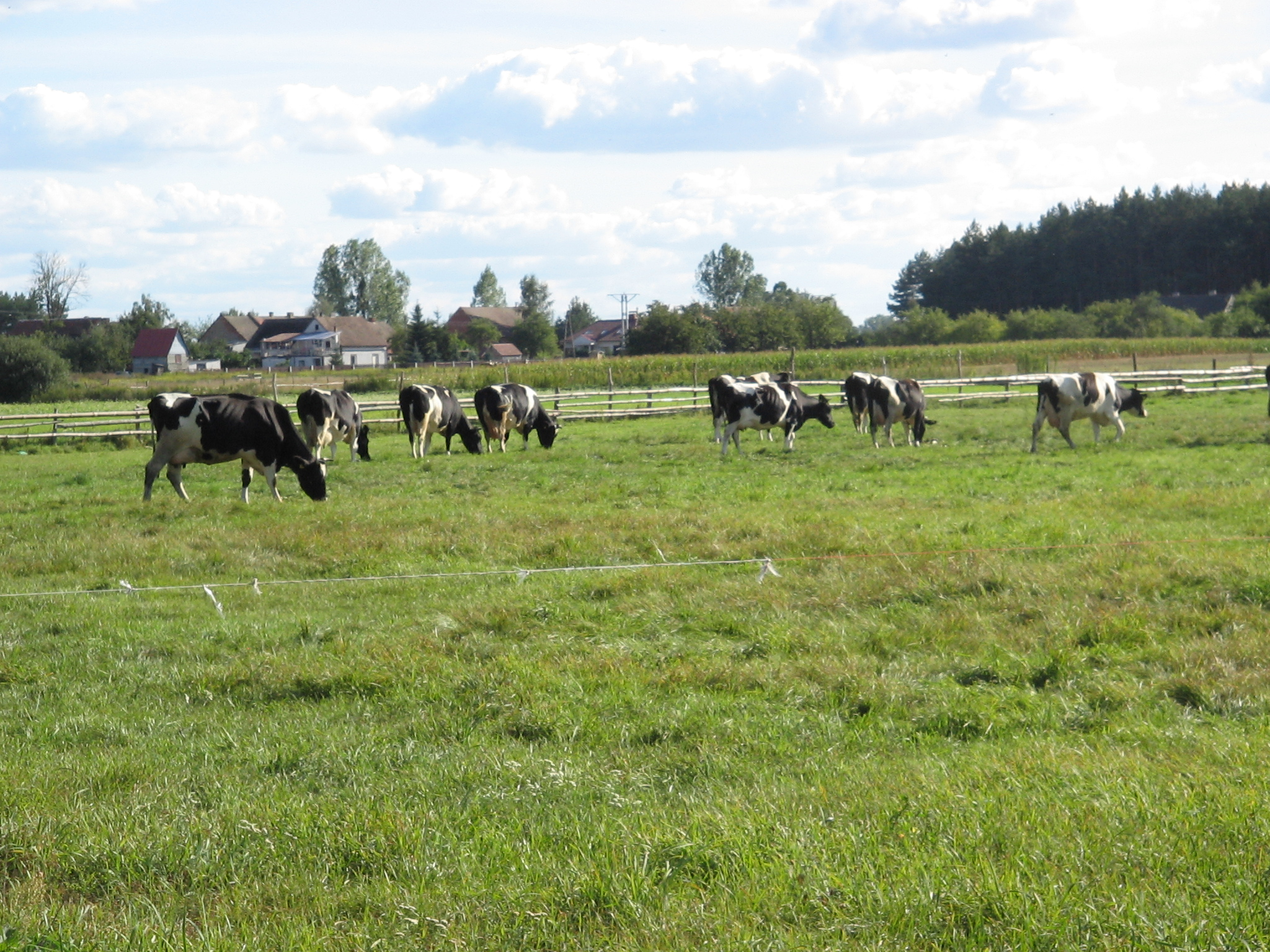
Jedno z ostatnich stad krów w Dziuplinie

Drewniana konstrukcja ścian świetlicy uległa zniszczeniu i wynikła potrzeba budowy nowej świetlicy. Będące w ruinie zabudowania przy ul. Głównej 4 w pierwotnym planie miały być podwaliną kaplicy. W latach 50. XX wieku nie było mowy o uzyskaniu pozwolenia na taką adaptację. Postanowiono, więc wybudować tam świetlicę wiejską. Rozbierano i czyszczono cegły, z których wzniesiono ściany. Do pokrycia dachu wykorzystano więźbę z baraku pełniącego funkcję wcześniejszej świetlicy. Aby zebrać fundusze na budowę obiektu istniała nawet grupa teatralna jeżdżąca z występami po całej okolicy. Przedsięwzięcie powiodło się i świetlica została wzniesiona i wykończona.

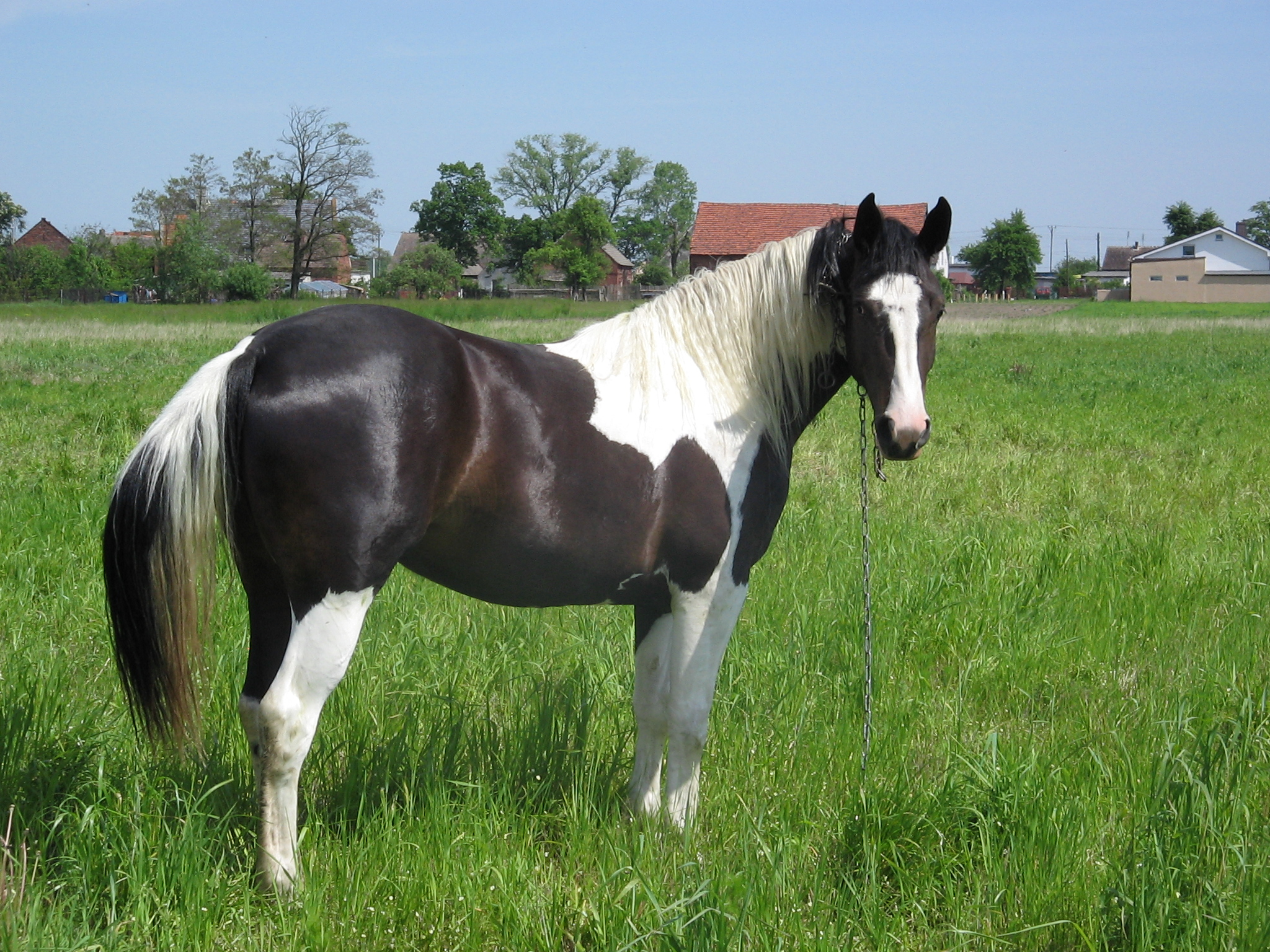
Konie – częsty dziś widok w tej okolicy

Lata 50. to także czas kolektywizacji wsi, która objęła także Dziuplinę. Powstał Rolniczy Zespół Spółdzielczy Pokój potocznie zwanym kołchozem, do którego pod silną presją agitacyjną przystąpiło większość miejscowych rolników. Tylko kilku gospodarzy oparło się temu procesowi. Żywot Spółdzielni był jednak krótki i w roku 1956 została rozwiązana. Wszyscy wrócili na swoje dawne grunty i gospodarzyli indywidualnie.
W 1952 roku w Jelczu powstały zakłady samochodowe. Na początku wykorzystano dawne hale produkcyjne zakładów Kruppa. Mieszkańcy Dziupliny coraz częściej znajdowali tam zatrudnienie. Wiele osób migrowało do pobliskich miast Wrocławia i Oławy, a także będących jeszcze wsią Laskowic. Życie na wsi zaczęło się zmieniać. Już w latach 70. XX wieku tak popularne do zbioru zboża snopowiązałki zaczęto zastępować kombajnami. Pojawiało się coraz więcej ciągników rolniczych. Impulsem do zwiększenia pogłowia krów było powstanie w Laskowicach spółdzielni mleczarskiej. Mleko było odbierane codziennie rano i przewożone do zakładu przetwórczego. Prawie w każdym domu była co najmniej jedna krowa.
Charakter Dziupliny nadal się zmienia. W gospodarstwach rolnych pracuje coraz mniej ludzi. Coraz mniej jest także hodowanych krów. Łąki i pastwiska będące niegdyś w wysokiej kulturze rolnej dziczeją i porastają krzakami. Nie konserwowane rowy przestają pełnić swoją rolę i tereny na powrót stają się podmokłe. Odnotowuje się jednak coraz większe zainteresowanie działkami budowlanymi. Bliskość Wrocławia powoduje, że wielu ludzi postanawia zamieszkać na wsi mimo tego, że nadal pracują w mieście. Proces ten w ostatnich latach przybiera na sile i trzeba się liczyć z tym, że liczba domostw w Dziuplinie będzie ciągle rosła.

## Teraźniejszość
Dziuplina mimo tego, że liczy około 350 mieszkańców jest bardzo dobrze zorganizowaną wsią. Już na przełomie lat 70. i 80. w gminnym konkursie folklorystycznym Kolorowe Wsie reprezentacja wsi zajmowała zawsze czołowe miejsca. W organizacji przedstawień angażowała się większość mieszkańców. W dużej mierze przyczynił się do tego ówczesny sołtys Czesław Gocoł. Wieś posiada świetlicę wiejską. Odbywają się w niej zabawy taneczne, wesela, a także służy mieszkańcom do organizacji uroczystości rodzinnych. Tam także koncentruje się życie kulturalne miejscowości. Kilka razy do roku przyjeżdżają z występami dla dzieci grupy teatralne.

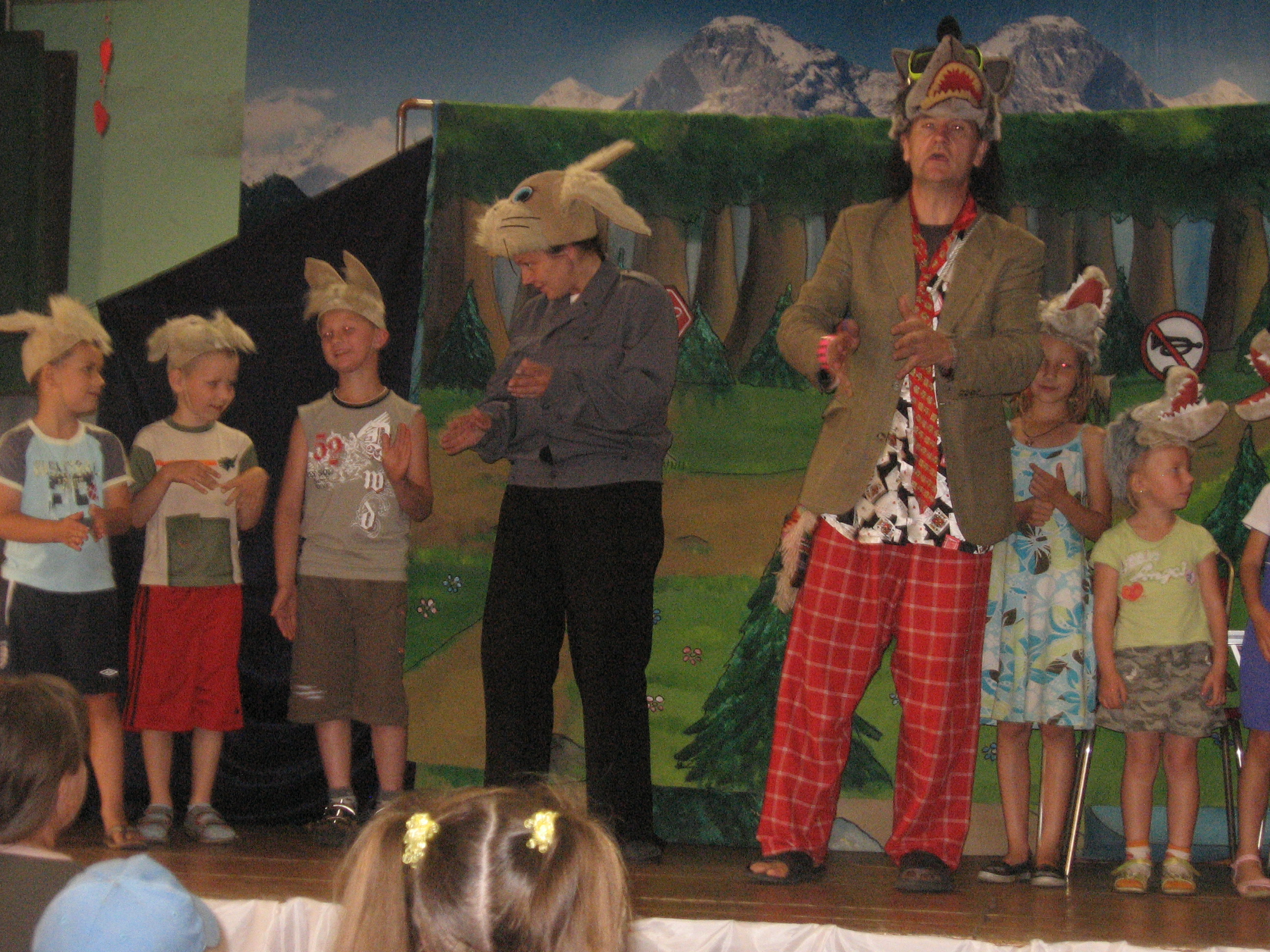
Spektakl dla dzieci Wilk i Zając. 13 lipca 2009

Spektakle te cieszą się dużym zainteresowaniem i przyjeżdżają na nie także dzieci z okolicznych miejscowości. Organizowane są uroczystości z okazji Dnia Matki, Dnia Babci i Dziadka. Tam także odbywają się koncerty muzyczne.
.

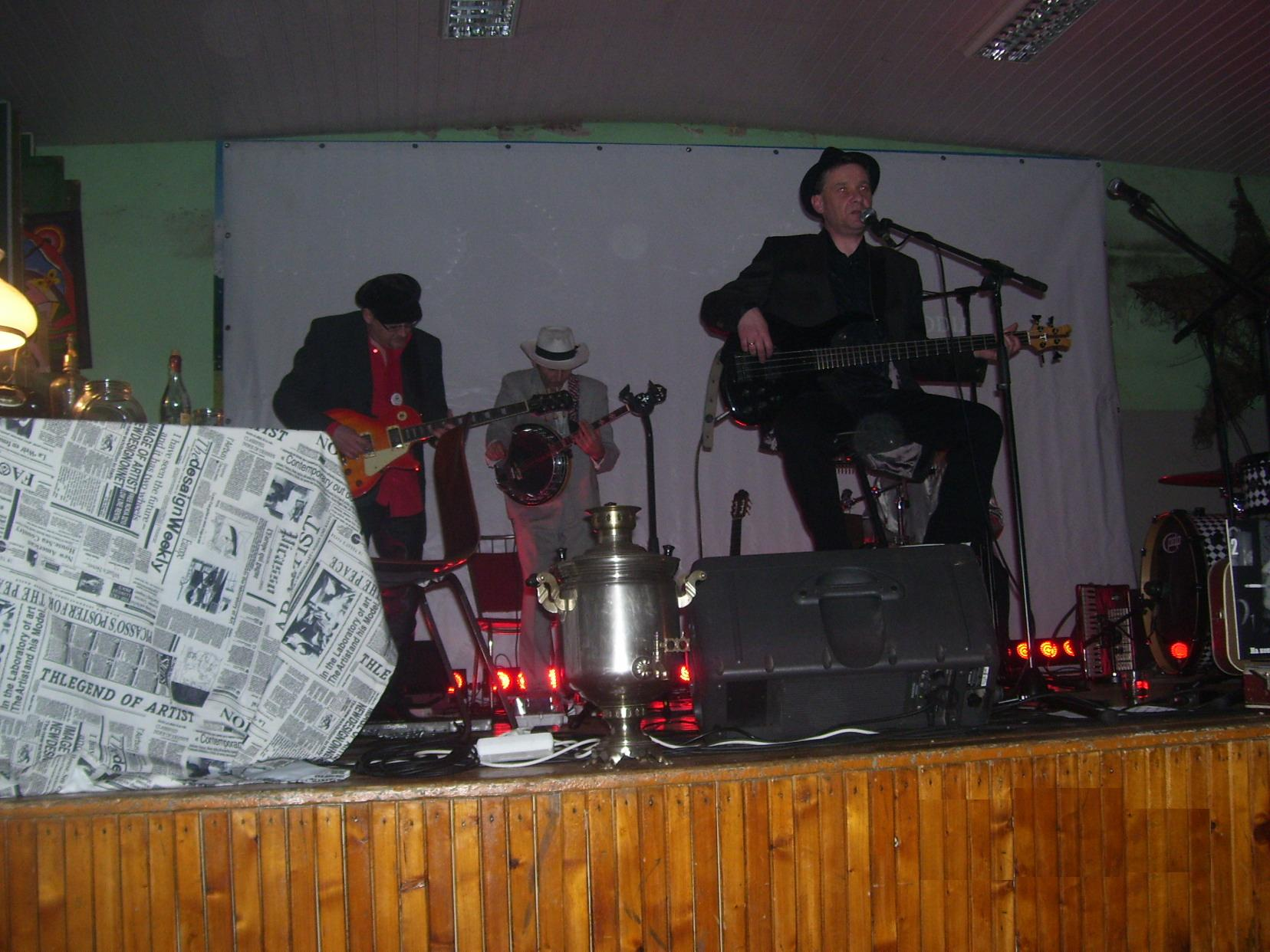
Koncert piosenek Włodzimierza Wysockiego w wykonaniu grupy Projekt Volodia. Dziuplina 14 marca 2010

W lipcu i sierpniu w świetlicy prowadzone są zajęcia wakacyjne dla dzieci. Stało się już tradycją, że kolejny sołtys i kolejna rada sołecka oddaje świetlicę w lepszym stanie niż go przejęła. Szczególnie duży postęp nastąpił za kadencji sołtysowskiej Józefa Bienia. Wymieniono podłogę, dobudowano pomieszczenie z toaletami, a co najważniejsze doprowadzono sieć wodociągową. Kupiono także naczynia stołowe. Za kadencji sołtysa Grzegorza Telatyńskiego wyremontowano kuchnię i zakupiono profesjonalny sprzęt kuchenny. Sala wzbogaciła się także o kominek, którego projektantem i wykonawcą był Andrzej Chmiel. W dziedzinie aktywnego wypoczynku też się sporo w Dziuplinie dzieje. We wsi działa piłkarski klub sportowy Tramp Dziuplina, w którym gra miejscowa młodzież. Został on reaktywowany w 1998 roku po prawie 20-letniej przerwie. Obecnie grają w klasie C, ale awans jest bardzo bliski.

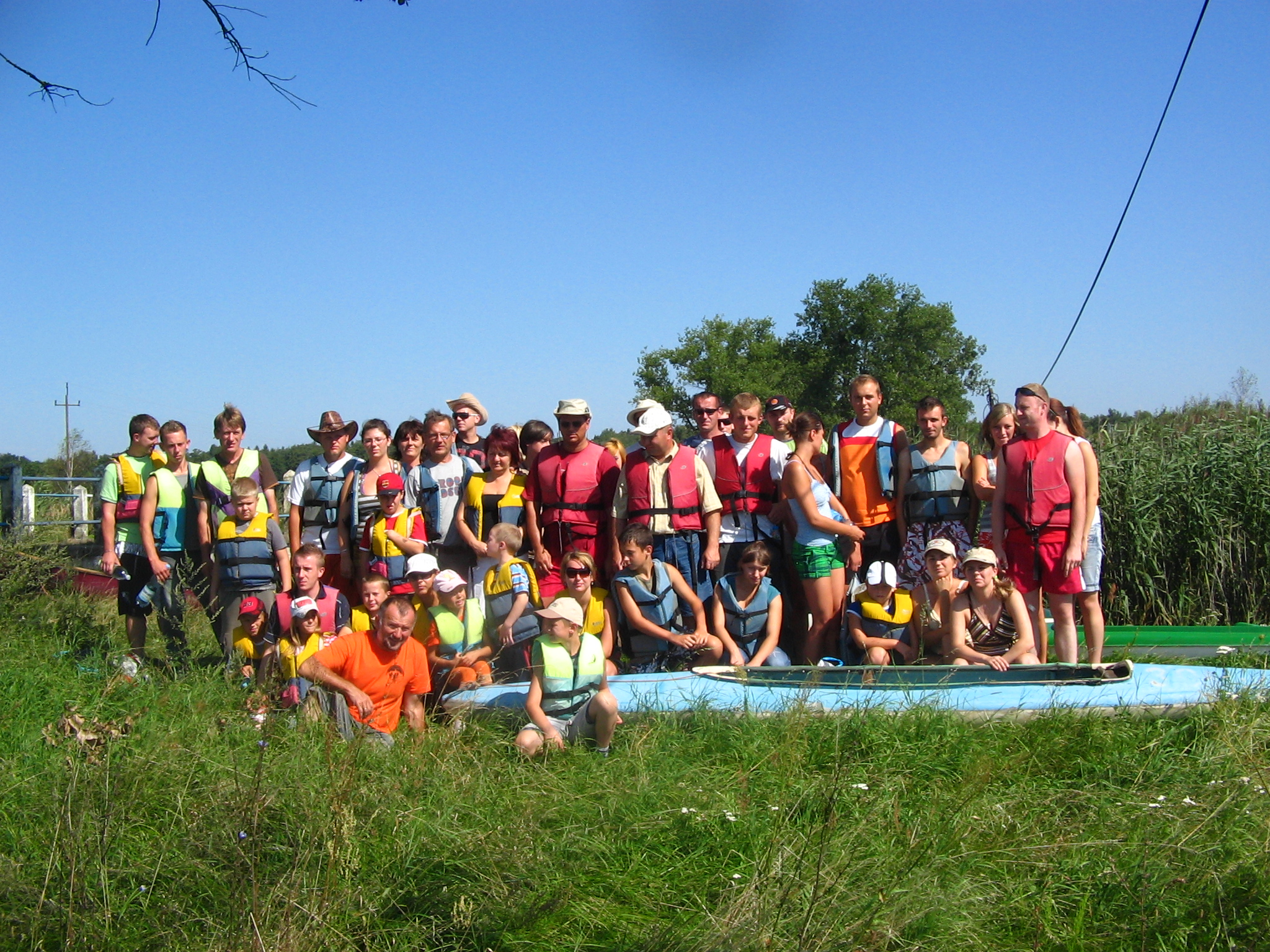
Fotografia grupowa uczestników spływu kajakowego Smortawą 16 sierpnia 2009 r.

Tradycją miejscowości jest coroczna organizacja spływów kajakowych. Odbywają się one na okolicznych rzekach Smortawie, Oławie czy Widawie. Bierze w nich udział około 50 osób i są to całe rodziny. W okresie zimowym zaś organizowane są wyjazdy na nary i sanki do Zieleńca. Do stałego kalendarza weszły coroczne festyny wiejskie. Odbywają się one na przełomie czerwca i lipca. Każdy z nich ma inny charakter i musi mieć swój temat. Były uroczystości związane z 60. rocznicą przybycia do Dziupliny z Kresów Wschodnich. W kolejnym roku nawiązano do początków wsi i impreza odbywała się pod hasłem Najdawniejsze dzieje osady dziuplińskiej. W roku 2007 tematem festynu była Noc Kupały i o północy były skoki przez ognisko, a także poszukiwano kwiatu paproci. W 2008 roku odbył się Western piknik i imprezą zawładnęli Indianie i kowboje. Kolejna impreza związana była z odsłonięciem obelisku upamiętniającym były niemiecki cmentarz. Goszczono 19-osobową delegację z Niemiec, byłych mieszkańców Dziupliny.

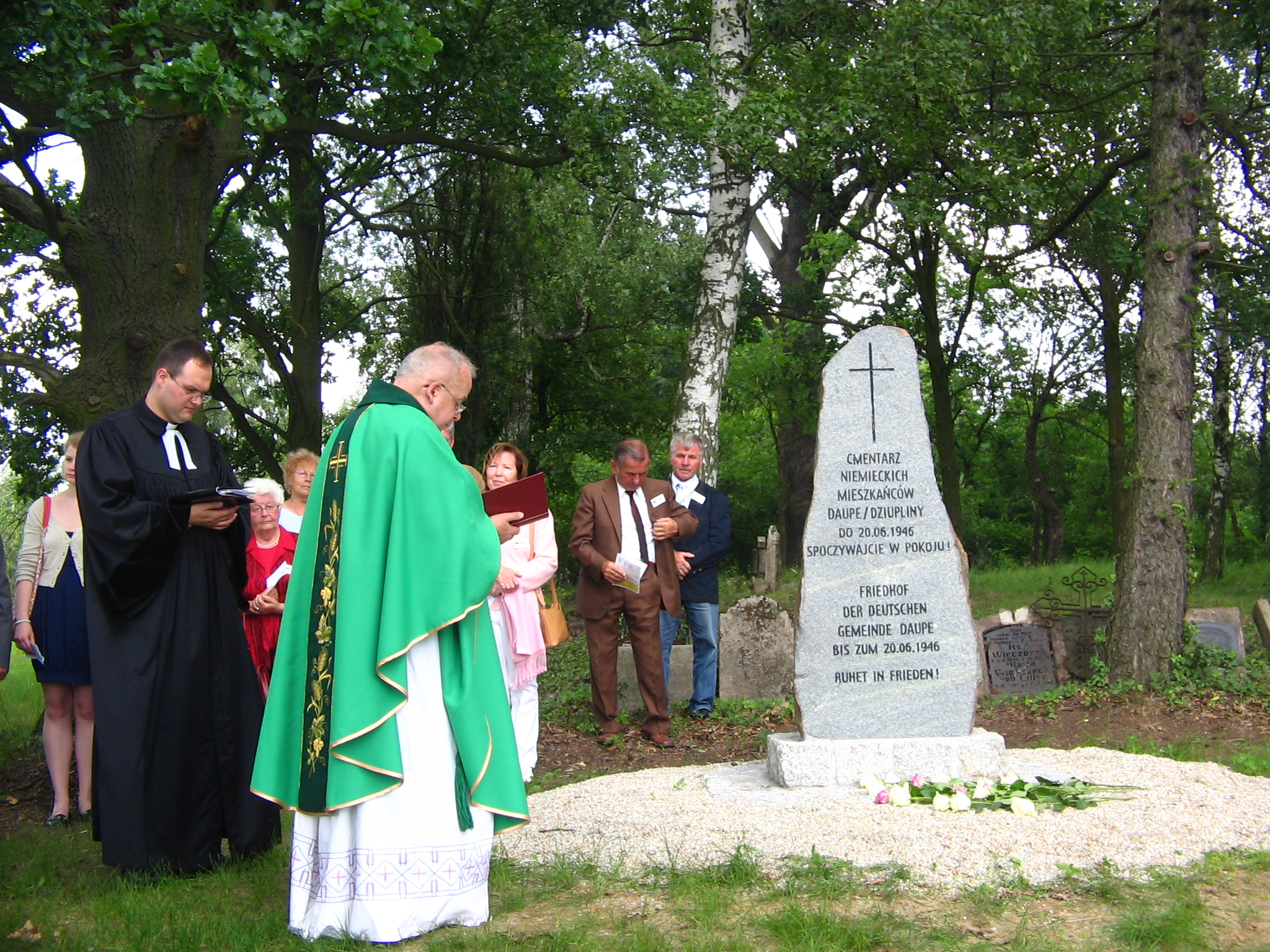
Odsłonięcie 5 lipca 2009 obelisku upamiętniającego były niemiecki cmentarz w Dziuplinie

W polowej mszy świętej brał udział także duchowny ewangelicki co nadało jej charakter ekumeniczny. Tematem część rozrywkowej tego festynu było wesele. Była para młodych, przyśpiewki weselne i inne zwyczaje z tym związane. W roku 2010 ta cykliczna impreza odbyła się 3 i 4 lipca pod hasłem Dziuplina Lipami Pachnąca i Miodem Płynąca. Było wiele atrakcji związanych z pszczelarstwem i wyrobami z miodu.